# Bakács
A Bakács régi magyar személynév, valószínűleg a Bak név kicsinyítőképzős alakja, amely a bak szóból ered.

## Gyakorisága
Az 1990-es években szórványosan fordult elő, a 2000-es években nem szerepel a 100 leggyakoribb férfinév között.

## Névnapok
ajánlott névnap
- október 7.[2]